# Peperomia theodori
Peperomia theodori är en pepparväxtart som beskrevs av William Trelease. Peperomia theodori ingår i släktet peperomior, och familjen pepparväxter. Inga underarter finns listade i Catalogue of Life.